# Teva Pharmaceutical Industries
Teva Pharmaceutical Industries Ltd. (hebrejsky: טבע תעשיות פרמצבטיות בע״מ), zkráceně TEVA, je nadnárodní izraelská farmaceutická společnost s ředitelstvím ve městě Petach Tikva v Izraeli. Zaměřuje se především na výrobu generických léčiv, jejichž je největším světovým producentem a zároveň patří mezi dvacet největších farmaceutických společností světa. Její roční obrat v roce 2007 činil 9,4 mld. USD (v roce 2006 8,4 mld. USD), z čehož 80% zisků pocházelo z Evropy a Severní Ameriky. Po akvizici amerického rivala Ivax Corporation v lednu 2006 má celkem 28 tisíc zaměstnanců v 50 státech světa. Závody Teva se nachází v Izraeli, Severní Americe, Evropě a Latinské Americe. V České republice vyrábí léky v závodě Teva Czech Industries (konkrétně v Opavě-Komárově — bývalý závod Ivax, dříve Galena) a její investice 100 milionů USD (přibližně 1,6 miliardy Kč) do tohoto závodu, je označována za největší zahraniční investici v Česku roku 2008.

## Historie
V roce 1901 vzniká v Jeruzalémě Salomon, Levin and Elstein Ltd. (předchůdce Tevy), jako malá společnost, která rozváží léky na hřbetech velbloudů a oslů. Příliv evropských židovských emigrantů během 30. let 20. století, mezi nimiž je i spoustu odborníků z oborů farmacie a chemie, je nápomocen při budování farmaceutického průmyslu. Vznikají společnosti Assia, Zori a Tevy, které se postupem času sloučí v Tevu. Během druhé světové války je jediným výrobcem léčiv v oblasti.
Jako jedna z prvních průmyslových společností vstupuje v roce 1951 na burzu v Tel Avivu. Během 60. a 70. let probíhají akvizice menších farmaceutických společností, čímž je získáváno dominantní postavení na izraelském trhu. V roce 1976 probíhá fúze tří společností v Teva Pharmaceutical Industries Ltd., čímž vzniká největší izraelská společnost v oblasti zdravotnictví. V 80. letech je Teva jednou z vedoucích společností izraelského průmyslu. V roce 1985 vstupuje na americký trh.
V roce 2006 dochází k akvizici americké farmaceutické společnosti Ivax Corporation, díky čemuž se stává Teva jednou z největších farmaceutických společností v Česku. Na počátku roku 2010 se společnosti podařilo za více než 3,5 miliardy eur ovládnout německého výrobce generických léčiv a druhou největší společnost na německém farmaceutickém trhu Ratiopharm.
V létě roku 2015 Teva oznámila záměr koupit za 40,5 miliardy dolarů americkou společnost Allergan.

## Produkty
Teva se specializuje na výrobu tzv. generických léčiv. Generická léčiva dosahují stejné účinnosti jako originální léky, ale jsou levnější a proto dostupnější. Produkuje léky na léčbu roztroušené sklerózy a Parkinsonovy choroby. Česká pobočka v Opavě vyrábí antiseptika (např. Septonex), imunosupresiva, sedativa a jiné.

## Dceřiné společnosti
- Severní Amerika
  - Teva Pharmaceuticals USA
  - Plantex USA
  - Teva Sicor
  - Teva Neuroscience
  - Teva – Biocraft
  - Novopharm
  - Teva Neuroscience Canada
- Latinská Amerika
  - Teva Pharmaceuticals Curacao N.V.
  - Teva Mexico
  - Ivax Argentina
  - Laboratorio Chile
  - Teva Brazil
  - Corporacion Medco – Peru
  - BTL Peru
- Evropa
  - Teva Pharmaceuticals Europe B.V.
  - Pharmachemie B.V.
  - Plantex Chemicals B.V.
  - Teva Pharma UK
  - Teva UK Limited
  - IVAX Pharmaceuticals Ireland
  - Teva Pharmaceutical Works Ltd.
  - Teva Hungary Ltd.
  - Teva Classics France
  - Teva Group Germany
  - Teva Pharma Italia S.r.I.
  - Teva Pharmaceutical Fine Chemicals S.r.I.
  - Sicor Italy S.r.I.
  - Prosintex – ICI
  - Teva Belgium
  - Sicor Biotech UAB
  - Teva Czech Industries, s.r.o.
  - Teva Slovakia, s.r.o.
  - Teva Pharma AG
  - Sicor Europe
  - Teva Sweden AB
  - Teva Finland Oy
  - Teva API International Spain
  - Teva Generics Spain
  - Teva Pharma Portugal Ltd.
  - Teva Bulgaria
  - Teva Moscow
  - Teva Belarus
  - Teva Ukraine
  - Teva Kazakhstan
  - Teva Pharmaceuticals Polska (Poland)
- Asie
  - Teva Singapore
  - Teva Japan
  - Teva API India Ltd.
- Afrika
  - Assia Pharmaceuticals Ltd.
  - Teva Pharmaceuticals (Pty) Ltd.